# Murer – Anatomie eines Prozesses
Murer – Anatomie eines Prozesses ist ein Spielfilm von Christian Frosch aus dem Jahr 2018. Premiere der österreichisch-luxemburgischen Koproduktion mit Karl Fischer in der Rolle des Franz Murer und Karl Markovics als Simon Wiesenthal war am 13. März 2018 im Rahmen des Filmfestivals Diagonale, wo die Produktion als Eröffnungsfilm gezeigt und als bester Spielfilm ausgezeichnet wurde.

## Handlung

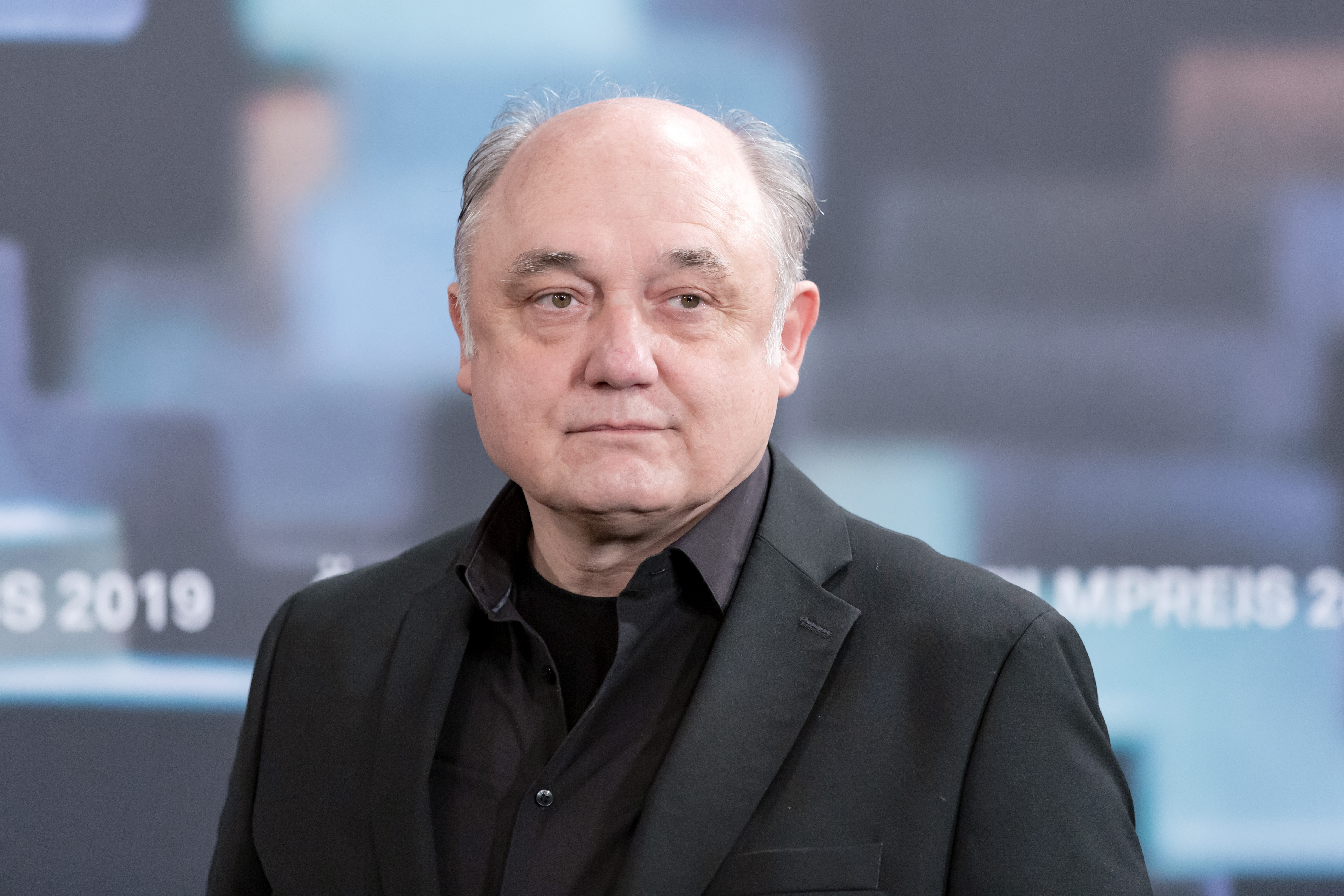
Karl Fischer

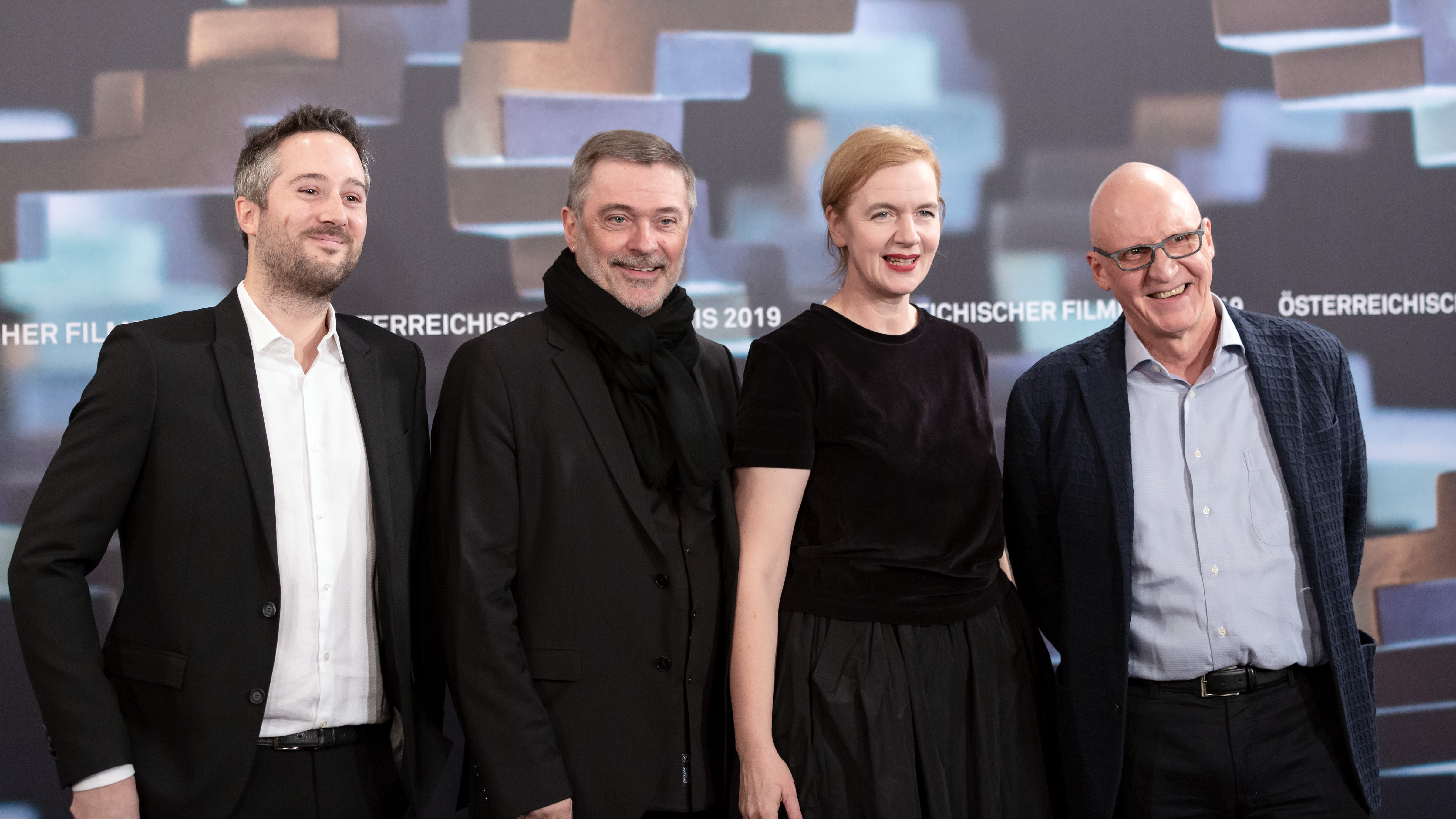
V. l. n. r.: Adrien Chef, Paul Thiltges, Viktoria Salcher und Mathias Forberg

In diesem Gerichtsfilm wird anhand originaler Dokumente der Fall des angesehenen steirischen Politikers der ÖVP und Großbauern Franz Murer nachgezeichnet, der im Zweiten Weltkrieg von 1941 bis 1943 einer der Hauptverantwortlichen für die Tötung der Juden in Vilnius war.
1962 in Graz wird Murer aufgrund der juristischen Intervention von Simon Wiesenthal von der österreichischen Staatsanwaltschaft dafür vor Gericht gestellt. Überlebende des Holocaust reisen an, um gegen ihn auszusagen. Trotz der erdrückenden Beweislage endet der Prozess 1963 mit einem Freispruch.

## Produktion und Hintergrund
Die Dreharbeiten fanden von April bis Juni 2017 in Wien, Niederösterreich und Luxemburg statt. Unterstützt wurde die Produktion vom Österreichischen Filminstitut, dem Filmfonds Wien, Filmstandort Austria (FISA), CINE ART Steiermark und dem Film Fund Luxembourg. Beteiligt war der Österreichische Rundfunk. Produziert wurde der Film von der österreichischen Prisma Film, Koproduzent waren die luxemburgische Paul Thiltges Distributions. Für den Ton zeichnete Gregor Kienel verantwortlich, für das Kostümbild Alfred Mayerhofer, für das Szenenbild Katharina Wöppermann und für das Maskenbild Fredo Roeser.
Regisseur und Drehbuchautor Christian Frosch erklärte, dass er die Produktion nicht als historisierenden, sondern als politischen Film sehe. Er wolle weniger, zum wiederholten Male, die Verbrechen des NS-Regimes nacherzählen, sondern verstehen, wie sich die verschiedenen Gruppen Täter, Opfer und Zusehende in der Republik Österreich darstellten und weiter darstellen. Man könne hier sehen, wie das österreichische Narrativ funktioniere. Es würde nicht auf Verdrängung basieren, sondern bewusst gelogen und verschleiert und so die Täter zu Opfern gemacht und die Opfer zu den eigentlich Schuldigen erklärt.
2022 erschien mit Schächten ein Film über Johann (Vinzenz) Gogl.

## Veröffentlichung
Premiere war am 13. März 2018 im Rahmen des Filmfestivals Diagonale. Der österreichische Kinostart war am 16. März 2018. In Deutschland kam der Film am 22. November 2018 in die Kinos. Im ORF wurde der Film am 6. September 2020 erstmals gezeigt. 2020 wurde der Film im Rahmen der Edition österreichischer Film von Hoanzl und dem Standard auf DVD veröffentlicht.

## Rezeption
In seiner Rezension für den Freitag schreibt Jens Balkenborg, dass Murer – Anatomie eines Prozesses „nicht wieder ,irgend so ein Nazifilm‘“ sei, sondern „historisches Präzisionskino par excellence“. Frosch bringe die „historische Unmöglichkeit des Falls Murer“ mit „einer nüchternen Inszenierung und einer inneren, fast beiläufig sich anschleichenden Spannung […] in eine filmische Form“ und seziere sie „mit medizinischer Akribie“. Die „vielstimmige Erzählung“ füge sich „peu à peu zu einem erschütternden Zeitbild“ zusammen.

## Auszeichnungen und Nominierungen
Diagonale 2018
- Großer Diagonale-Preis / Bester Spielfilm[2]

Viennale 2018
- Wiener Filmpreis – Spezialpreis der Jury[14]

Österreichischer Filmpreis 2019
- Auszeichnung als Bester Spielfilm
- Nominierung für die Beste männliche Hauptrolle (Karl Fischer)
- Auszeichnung für die Beste weibliche Nebenrolle (Inge Maux)
- Nominierung für die Beste männliche Nebenrolle (Gerhard Liebmann)
- Nominierung für die Beste Regie (Christian Frosch)
- Nominierung für das Beste Drehbuch (Christian Frosch)
- Nominierung für das Beste Kostümbild (Alfred Mayerhofer)
- Nominierung für die Beste Maske (Fredo Roeser)

Diagonale 2019
- Thomas-Pluch-Drehbuchpreis (Hauptpreis; Christian Frosch)[17]

Romyverleihung 2019
- Nominierung in der Kategorie Beste Regie Kinofilm (Christian Frosch)[18]

Der Papierene Gustl 2018
- Bester österreichischer Film[19]

Deutscher Schauspielpreis 2019
- Auszeichnung für das Ensemble (Casting Eva Roth)[20]